# Ambroise (Name)
Ambroise ist ein männlicher Vorname und Familienname. Als Vorname ist es die französische Form von Ambrosius.

## Vorname
- Ambroise († nach 1196), normannischer Trobador und Chronist des Dritten Kreuzzugs
- Ambroise Croizat (1901–1951), französischer Gewerkschaftsfunktionär und Politiker der PCF (Parti communiste français)
- Ambroise Détrez (1811–1863), französischer Maler und Professor für Malerei
- Ambroise Louis Garneray (1783–1857), französischer Marinemaler und Kupferstecher
- Ambroise-Joseph de Herzelles (1680–1759), Militär und Politiker in spanischen und österreichischen Diensten
- Ambroise Kotamba Djoliba (1938–2024), togoischer Geistlicher und römisch-katholischer Bischof von Sokodé
- Ambroise-Dydime Lépine (1840–1923), kanadischer Rebell
- Ambroise Mati (* 1999), deutscher American-Football-Spieler
- Ambroise Monnin (1738–1807), Schweizer Prämonstratenserabt
- Ambroise Ouédraogo (* 1948 in Ouagadougou) ist ein römisch-katholischer Theologe und seit 2001 der erste Bischof
- Ambroise Oyongo (* 1991), kamerunischer Fußballspieler
- Ambroise Marie François Joseph Palisot de Beauvois (1752–1820), französischer Naturwissenschaftler
- Ambroise Paré (* um 1510; † 1590), französischer Chirurg
- Ambroise-François Parnaland (1854–1913), französischer Erfinder und Filmproduzent
- Ambroise Tardieu (1788–1841), französischer Kupferstecher, Kartograf und Illustrator
- Ambroise Thomas (1811–1896), französischer Komponist
- Ambroise Verschaffelt (1825–1886), belgischer Gärtner
- Ambroise Villard (1841–1903), Schweizer katholischer Geistlicher, autodidaktischer Kirchen-Architekt
- Ambroise Vollard (1866–1939), französischer Kunsthändler, Galerist und Verleger

### Zweitname
- Pierre-Ambroise Bosse (* 1992), französischer Leichtathlet
- Robert-Ambroise-Marie Carré (1908–2004), katholischer Geistlicher der Dominikaner
- Pierre-Ambroise-François Choderlos de Laclos (1741–1803), französischer Offizier und Schriftsteller
- François Ambroise Didot (1730–1804), französischer Buchdrucker, Schriftgießer und Verleger
- Jean Ambroise Baston de Lariboisière (1759–1812), französischer General während der Französischen Revolution und des Ersten Kaiserreichs
- Edouard Ambroise Noumazalaye (1933–2007), 1966 bis 1968 Premierminister der Republik Kongo
- Claude Ambroise Régnier, duc de Massa (1746–1814), französischer Staatsmann, Justizminister unter Napoleon Bonaparte
- Roch-Ambroise Cucurron Sicard (1742–1822), französischer Geistlicher und Taubstummen-Lehrer
- Auguste Ambroise Tardieu (1818–1879), französischer Rechtsmediziner
- Charles-Ambroise Villeroy (1788–1843), französischer Porzellanfabrikant

## Familienname
- Nahomie Ambroise (* 2003), haitianische Fußballtorhüterin
- Nathalie Ambroise (* 1985), haitianische Schauspielerin
- René-Louis Ambroise (1720–1794), französischer Priester, der während der Französischen Revolution enthauptet wurde; Seliger